# Nanni
Nanni ist als Kurzform von Giovanni ein italienischer männlicher Vorname. Im deutschen Sprachraum tritt Nanni auch als weiblicher Vorname auf. Nanni ist eine weibliche Koseform von Nanna, der Lallform von Anna.

## Verbreitung
Die weibliche Form ist in Deutschland und Österreich seit der Jahrtausendwende in der Namensgebung anzutreffen, jedoch in einer geringen Anzahl. In der Schweiz tragen 8 Personen diesen Namen (Stand 2022).
Der Name ist ebenfalls in den nordischen Ländern Dänemark, Norwegen und Schweden vertreten. Aber auch dort ist er nicht sonderlich populär.

## Namensträger

### Männlicher Vorname
- Nanni Balestrini (1935–2019), italienischer Schriftsteller und Künstler
- Nanni di Banco (≈1373–1421), italienischer Bildhauer der Florentiner Schule
- Nanni di Baccio Bigio (≈1511–1568), italienischer Maler, Bildhauer und Architekt
- Nanni Fabbri (1941–2014), italienischer Fernseh- und Theaterregisseur
- Nanni Galli (1940–2019), italienischer Automobilrennfahrer
- Nanni Loy (1925–1995), italienischer Filmregisseur
- Nanni Moretti (* 1953), italienischer Filmregisseur, -produzent und Schauspieler

### Weiblicher Vorname
Nanni, Nannie
- Nannie Helen Burroughs (1879–1961), US-amerikanische Pädagogin und Bürgerrechtlerin
- Nanni Erben (* 1974), deutsche Filmproduzentin
- Nannie Porres (1939–2025), schwedische Jazz- und Balladensängerin, war auch als Theaterschauspielerin tätig
- Nannie de Villiers (* 1976), südafrikanische Tennisspielerin

### Familienname
- Federico Nanni (* 1981), san-marinesischer Fußballspieler
- Giancarlo Nanni (1941–2010), italienischer Theaterregisseur
- Girolamo Nanni, italienischer Maler
- Matteo Nanni (* 1970), italienischer Musikwissenschaftler
- Mauricio Nanni (* 1979), uruguayischer Fußballspieler
- Nicola Nanni (* 2000), san-marinesischer Fußballspieler
- Sara Nanni (* 1987), deutsche Politikerin (Bündnis 90/Die Grünen)
- Saul Nanni (* 1999), italienischer Schauspieler

## Sonstiges
- Nanni, Titelfigur der Kinderbuchreihe Hanni und Nanni von Enid Blyton